# Catherine Millet

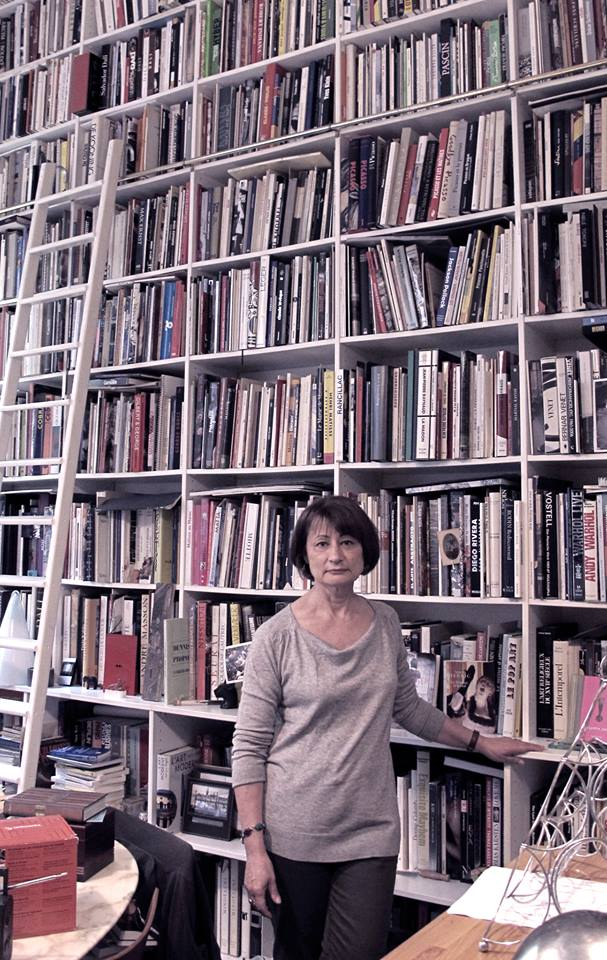
Catherine Millet in ihrer Wohnung (2013)

Catherine Millet (* 1. April 1948 in Bois-Colombes) ist eine Expertin für Moderne Kunst und Chefredakteurin der Kunstzeitschrift art press. International bekannt wurde sie durch ihr autobiografisches Buch Das sexuelle Leben der Catherine M., in dem sie ihr freizügiges Sexualleben schildert.

## Leben
Aufgewachsen in Bois-Colombes, wurde sie ohne eine akademische Ausbildung eine anerkannte Expertin für Kunstkritik. Dabei orientierte sie sich an US-amerikanischer formalistischer Kunstkritik.
Sie ist seit 1991 mit dem französischen Fotografen und Schriftsteller Jacques Henric verheiratet, den sie 1972 kennenlernte. Das kinderlose Paar lebt im 12. Pariser Arrondissement.

## Autobiografisches
Ihre Bücher sind nach eigener Aussage faktisch deskriptiv und basieren auf genauer Beobachtung.
2001 erschien ihr autobiografisches Buch La vie sexuelle de Catherine M. (2001); es war in vielen Ländern ein Skandalerfolg. Die deutsche Übersetzung (Das sexuelle Leben der Catherine M.) machte Millet auch im deutschsprachigen Raum bekannt.
Millets Buch ist ein emotionslos präziser Bericht über ihr libertinäres Sexualleben, darunter Gruppensex mit mehreren, ihr meist unbekannten Partnern beiderlei Geschlechts. In ihrem liberalen Milieu brauchte sie es nicht zu verbergen; sie beschrieb es als angenehm. Das Buch gibt Einblicke in die französische Swingerszene von etwa 1970 bis 2000. Es galt als vielgelesener Titel des Jahres 2001 und wurde von einigen als pornografisch eingeschätzt.
Edmund White bezeichnete es als „das expliziteste Buch über Sex, das jemals von einer Frau geschrieben wurde“.
In ihrem autobiografischen Buch Eifersucht (Originalausgabe 2008) beschrieb sie ihre tiefe Krise, nachdem sie entdeckt hatte, dass ihr Mann Jacques Henric eine Affäre hatte.
In Traumhafte Kindheit schildert sie aus ihrer schwierigen Kindheit u. a. ihre Wahrnehmung des Leids ihrer Eltern und die Zerrissenheit ihrer Familie.
Ihre Mutter hatte eine psychische Störung und beging schließlich Suizid.
Offen spricht sie von ihrer Einsamkeit und ihren Ängsten; ihre Familie sei ein „Glutofen der Hölle“ gewesen. Sie habe auf dem Schulhof versucht, die unschönen Ereignisse, das alltägliche Elend der Eltern, umzudrehen und durch Witz interessant zu machen.
Im Januar 2018 mischte sie sich mit dem in Le Monde veröffentlichten Text Wir verteidigen die Freiheit, lästig zu sein in die MeToo-Debatte ein.

## Werke (auf Deutsch)
- Zeitgenössische Kunst, Bastei Lübbe, Bergisch Gladbach 2001, ISBN 3-404-93048-7.
- Das sexuelle Leben der Catherine M., übers. von Gaby Wurster, Goldmann, München 2001; als Taschenbuch ebd. 2003, ISBN 3-442-45543-X.
- Dalí und ich, übers. von Annalisa Viviani, Scheidegger & Spiess, Zürich 2008, ISBN 978-3-85881-204-9
- Eifersucht, übers. von Sigrid Vagt. Hanser, München 2010, ISBN 978-3-446-23398-0.
- Rückkehr nach Bois-Colombes, Originalbeitrag, übers. durch die Herausgeberin Olga Mannheimer. In Blau, weiß, rot. Frankreich erzählt. dtv, München 2017, ISBN 978-3-423-26152-4, S. 310–316.
- Traumhafte Kindheit, übers. von Paul Sourzac. Secession Verlag für Literatur, Zürich 2017, ISBN 978-3-906910-12-3.